# Dischidia vidalii
Dischidia vidalii är en oleanderväxtart som beskrevs av Odoardo Beccari. Dischidia vidalii ingår i släktet Dischidia och familjen oleanderväxter. Inga underarter finns listade i Catalogue of Life.